# 10604 Susanoo
10604 Susanoo (1996 VJ) là một tiểu hành tinh vành đai chính được phát hiện ngày 3 tháng 11 năm 1996 bởi T. Urata ở Đài thiên văn Nihondaira.